# Spitzenschnitt

Spitzenschnitt (Pomarkku FI)

Der Spitzenschnitt ist ein Wappenschnitt als Heroldsbild. Bestimmte Ausformungen werden auch als Rechen bezeichnet (etwa Fränkischer Rechen) und sind dann nicht mit dem Rechen als heraldische gemeine Figur zu verwechseln.
Der Spitzenwinkel bestimmt den Schnitt. So hat der Spickelschnitt 60 Grad, der Zahnschnitt 45 Grad und der Spitzenschnitt (im engeren Sinne deutscher Usance) 75 Grad. Wenn die Spitzen sehr eng und fein sind, werden sie zum Sägeschnitt. Französisch/englisch (französisch émanché  respektive englisch pily) hingegen wird der Spitzenschnitt oft bis nahe dem Schildrand durchgezogen, ohne das explizit anzugeben (Zackenschnitt). 
Bei wenigen Spitzen wird manchmal die Zahl angegeben, z. B. mit vier gestürzten Spitzen, doch geht die Spitze eigentlich bis zum Grund durch, sie stehen also separiert (Spitze und Gegenspitze): Einem echten Spitzenschnitt mit fester Spitzenzahl fügt man die Zahl allenfalls in Klammer bei (auch Halbe, die Zählung ist aber uneinheitlich). Historisch können die beiden Formen aber ineinander übergehen, da sie als dasselbe Bild erachtet wurden. Besonders bei der Darstellung eines Berges mit drei Spitzen (als Variante des Dreibergs) sind die Blasonierung als „Spitze“, „Spitzenschnitt“ oder „Berg“ fließend (der Berg hat üblicherweise, aber nicht zwingend eine erhöhte Mittelspitze).

Spitzenschnitt und Spitze
Schräger Spitzen-(Zacken-)schnitt[1] (Rayssac FR)
Drei Gegenspitzen (Clan Anstruther)
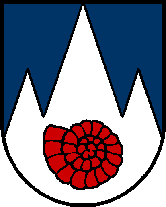
Drei silberne Spitzen (Gosau AT)

Wenn die Spitzen das Wappen teilen, wird Spitzenschnitt, bei Spaltung Spitzenteilung respektive Spitzenspaltung blasoniert. Eine besondere Form ist der Flammenspitzenschnitt.
Allgemein stehen die Spitzen bei Schrägteilung an deutscher Auffassung weiterhin aufrecht. Ist die Spitze nicht symmetrisch, wird die senkrechte Spitzenteilseite in der Wappenbeschreibung angegeben, desgleichen wenn sie etwa normal auf die Schräge steht.

## Beispiele

Im Spitzenschnitt geteilt von Rot und Silber (in Rot drei silberne Spitzen, Fränkischer Rechen, kommt auch in anderem Winkel vor)
In Spitzenteilung gespalten von Rot und Silber (Heraldisches Muster)
Wappen von Landas FR
Durch Spitzenschnitt (4 1/2) schrägrechts geteilt von Weiß und Schwarz (Hägendorf DE)
Mit Kugeln besteckte Spitzenspaltung (d’Abon)
Wappen von Pauligne als Flammenspitzenschnitt

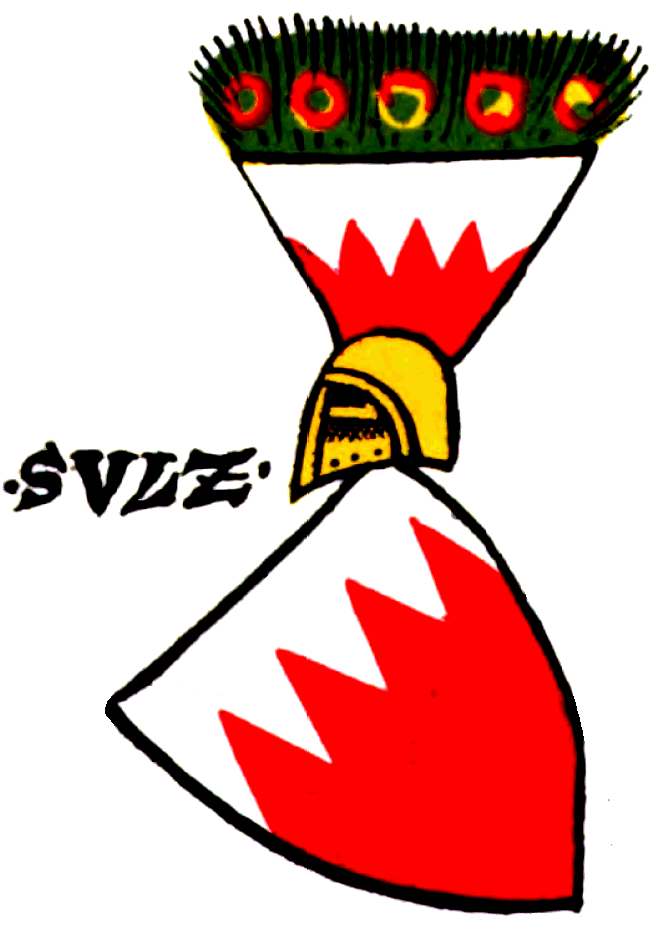
Stammwappen derer von Sulz
Stammwappen derer von Rohr
Wappen derer von Minckwitz